# Jana Kulan
Jana Kulan (* 7. Juli 1987 als Jana Matiašovská-Ağayeva in Bratislava, Tschechoslowakei) ist eine aserbaidschanische Volleyballspielerin slowakischer Herkunft. Sie spielt auf der Position Außenangriff/Annahme und Diagonal.

## Erfolge Verein
Challenge Cup:
- 2011

Aserbaidschanische Meisterschaft:
- 2011, 2014

Südkoreanische Meisterschaft:
- 2013

Japanische Meisterschaft:
- 2019, 2021
- 2022

Kurowashiki-Cup:
- 2019